# Hun Sen

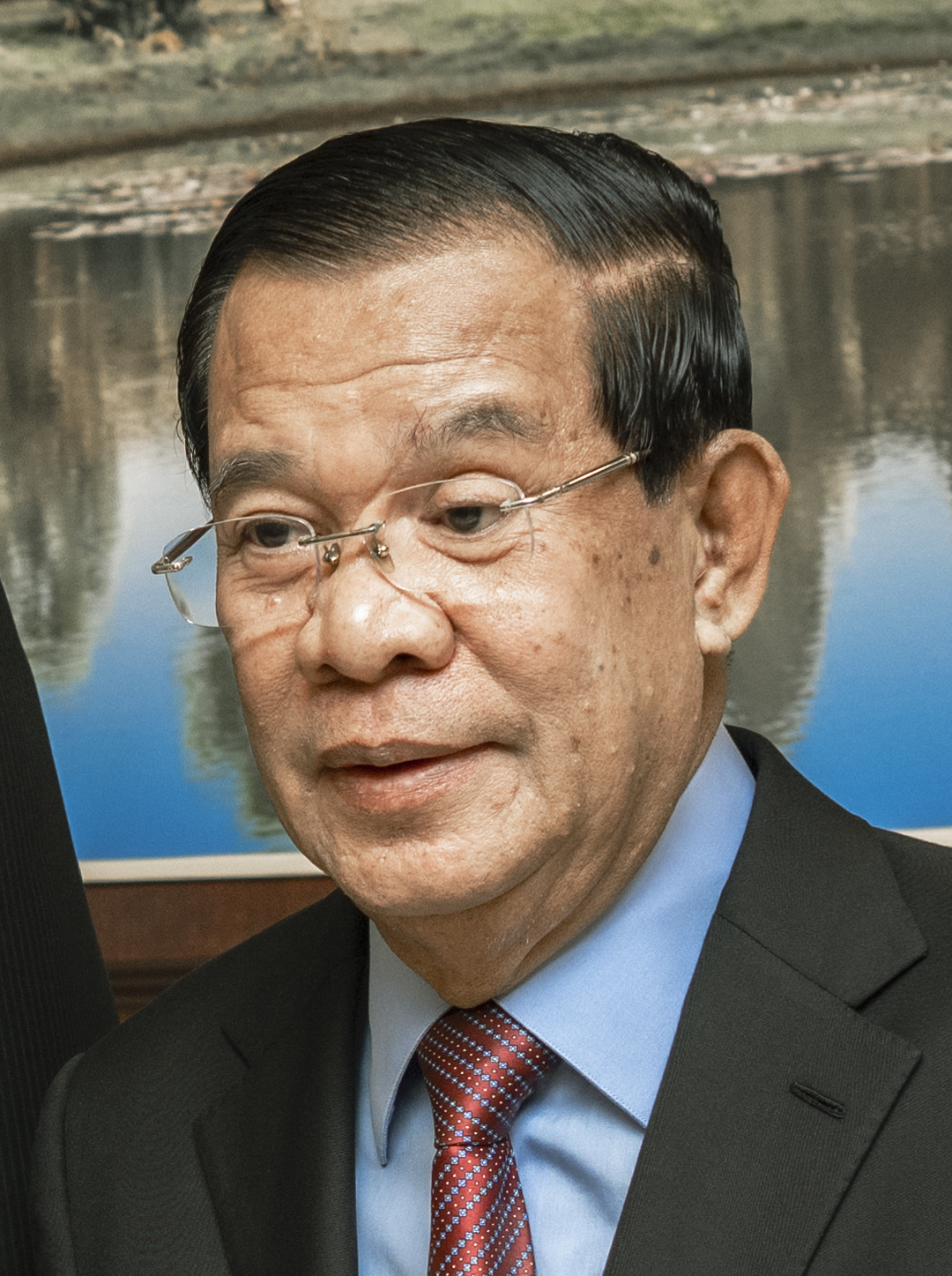
Hun Sen, 2024

Samdech Hun Sen (Khmer សម្តេច ហ៊ុន សែន; * 5. August 1952 in Peam Koh Sna, Provinz Kampong Cham) ist ein kambodschanischer Politiker. Er ist seit 2015 Generalsekretär der Kambodschanischen Volkspartei und war von 1985 bis 2023 Premierminister. Der Namensteil Samdech wurde ihm 1993 von König Norodom Sihanouk als Ehrentitel verliehen.

## Frühe Jahre
Sen wurde als drittes von sechs Kindern einer Bauernfamilie geboren. Im Alter von 13 Jahren verließ er seine Heimat, um als Schüler in einer buddhistischen Klosterschule in Phnom Penh zu leben. Als Prinz Sihanouk im März 1970 durch Lon Nol gestürzt wurde, schloss er sich der Guerilla der Roten Khmer auf dem Land an. Während des Kambodschanischen Bürgerkriegs wurde er fünf Mal verwundet, wobei er die schwerste Verletzung, die ihn das linke Augenlicht kostete, im April 1975 kurz vor dem Fall der Hauptstadt erlitt, als er ein Bataillon kommandierte. Auf einer von Pol Pot angeordneten Massenhochzeit heiratete er Anfang Januar 1976 Bun Sam Hieng, besser bekannt unter dem Namen Bun Rany, nachdem beide durch Angka angeordnete Ehen ausgeschlagen und auf ihrer Verbindung bestanden hatten, was ein gefährlicher Schritt gewesen war. Noch im selben Jahr ging aus der Ehe ein Kind hervor, das kurz nach der Geburt verstarb. Im Juni 1977 verschlechterten sich die Beziehungen zwischen Vietnam und dem „Demokratischen Kampuchea“ drastisch. Als Sen in diesem Monat den Befehl erhielt, vietnamesische Dorfbewohner in der östlichen Verwaltungszone Kambodschas anzugreifen, und er erfuhr, dass 20 seiner Kameraden in den Killing Fields ermordet worden waren, lief er mit 200 seiner Männer zu den Vietnamesen über.

## Politik
Gegen Ende 1978 gründete Vietnam zur Vorbereitung der Invasion Kambodschas die Vereinigte Bewegung zur Rettung Kambodschas (VBRK), die aus Soldaten und Parteikadern bestand, die vor dem Genozid in Kambodscha und den politischen Säuberungen in den Killing Fields nach Vietnam geflohen waren. Als eine der Führungsfiguren neben Heng Samrin und Chea Sim installierte Hanoi Sen. Nachdem die Vietnamesische Volksarmee im frühen Januar 1979 Pol Pot gestürzt und die Roten Khmer aus der Hauptstadt vertrieben hatte, wurde Sen Außenminister der Volksrepublik Kampuchea. Das genaue Datum seines Eintritts in die Volksrevolutionäre Partei Kambodschas (VRPK) ist nicht bekannt. Im Januar 1985 wurde Sen Premierminister der Volksrepublik Kambodscha und somit Leiter des Ministerrats. Während dieser Zeit bekämpfte er die Roten Khmer, die gemeinsam mit den Anhängern von Sihanouk und Son Sann einen Guerillakrieg gegen Phnom Penh führten und Gebiete im westlichen Grenzgebiet zu Thailand kontrollierten. Nach internationalen Friedensverhandlungen zog sich die Vietnamesische Volksarmee im Jahr 1989 aus Kambodscha zurück, das sich nun offiziell Staat Kambodscha nannte. Am 19. Oktober 1991, vier Tage vor Unterzeichnung der Pariser Friedensverträge, die den zweiten Kambodschanischen Bürgerkrieg beendeten, wurde Sen stellvertretender Parteivorsitzender der VRPK. In der gleichen Sitzung beschloss das Gremium die Umbenennung der VRPK in Kambodschanische Volkspartei, in Khmer គណបក្សប្រជាជនកម្ពុជា, Kanakpak Pracheachon Kâmpuchéa Englisch: Cambodian People’s Party kurz: CPP. Neue Parteiziele wurden die Schaffung eines Mehrparteiensystems und Unternehmens- sowie Religionsfreiheit, wobei der Buddhismus als Staatsreligion festgesetzt wurde.
1993 erzielte die Partei Hun Sens bei den von den Vereinten Nationen beaufsichtigten Wahlen nur das zweitbeste Wahlergebnis, dennoch wurde er neben Prinz Norodom Ranariddh (dem „ersten Premierminister“) zum sogenannten „zweiten Premierminister“ ernannt. Vor dem Hintergrund heftiger politischer Auseinandersetzungen zwischen Hun Sen und Prinz Norodom Ranariddh setzte Hun Sen diesen 1997 durch einen „Staatsstreich“ kurzerhand ab und ließ ihn durch Ung Huot ersetzen, dem amtierenden FUNCINPEC Außenminister, welcher in Opposition zu Ranariddh stand. Das Parlament stimmte mit einer Zwei Drittel Mehrheit der Absetzung von Ranariddh und der Ernennung von Ung Huot als neuer Erster Premierminister zu. Im Juli 1997 war es zu blutigen Zusammenstößen zwischen der FUNCINPEC ergebenen und CPP-treuen Truppen gekommen, und Ranariddh musste nach Paris ins Exil flüchten.
400 Mann der FUNCINPEC treuen Truppen, unter dem Befehl von General Nhek Bun Chhay flüchtenden an die Thailändische Grenze nach O Smach, um dort Widerstand zu leisten. Dort erhofften sie sich die Unterstützung und eine Allianz mit den Roten Khmer in Anlong Veng, welche den Grenzübergang nach Thailand mit 2.000 Mann sicherten. Auch erhoffte sich der General militärische Unterstützung durch die Thai. Diese Allianz gab Hun Sen einen Vorwand gegen die Politiker der FUNCINPEC vorzugehen. Mindestens 47 Politiker der Partei wurden ermordet, andere liefen zur CPP über. Nach heftigen Kämpfen kam es Ende Februar 1998 zu einem von Japan vermittelten Waffenstillstand.
Zwischen 1996 und 1998 führte er Gespräche mit den verschiedenen Rote Khmer Fraktionen, indem er diesen Autonomie, Straffreiheit und Integration in die Streitkräfte anbot. Diese unter Win-Win bekannte Politik führte dazu, dass am 29. Dezember 1998 die letzten Einheiten der Roten Khmer in Anlong Veng ihre Waffen niederlegten, nachdem die Rote Khmer Fraktionen in Pailin und Malai bereits 1996 einem Waffenstillstand zugestimmt hatten. Pailin wurde aus der Provinz Battambang herausgelöst und zum autonomen Gebiet unter der Herrschaft von Rote Khmer Kader erklärt. Bei den Wahlen 1998 gelang es der CPP die Mehrheit der Parlamentssitze zu erhalten. Mit 64 von 122 Abgeordneten hätte die CPP alleine regieren können. Doch die CPP und die FUNCIPRC beschlossen eine Koalitionsregierung und Hun Sen wurde zum Premierminister gewählt. Norodom Ranariddh wurde dagegen zum Sprecher des Parlaments gewählt. Die Koalition war ein Kompromiss, um den Segen des Königs zu erhalten und aufgrund der Zwei Drittel Mehrheit, welche zu einer Regierungsbildung notwendig waren. Internationale Wahlbeobachter bestätigten (Mit einem bewaffneten Vorfall im Norden) dass die Wahl im Großen und Ganzen fair verlaufen sei. Auch 2003 misslang der CPP bei der Wahl die Erringung einer Zwei Drittel Mehrheit und die Bildung einer Regierung. Die CPP errang 73 von 123 Abgeordnetensitze, die Verfassung schrieb aber eine Zwei Drittel Mehrheit für die Bildung einer Regierung vor. Erst 2004 kam es unter Vermittlung von König Norodom Sihanouk zu einem politischen Kompromiss und zur Bildung einer handlungsfähigen Regierung unter Führung von Hun Sen. 2015 wurde Hun Sen nach dem Tod von Chea Sim Parteivorsitzender der CPP. Er wurde am 20. Juni 2015 von 508 Delegierten eines 545-köpfigen Parteigremiums gewählt.
Obwohl Hun Sen bis 1977 Mitglied der Kommunistischen Partei Kampucheas war, haben Nachforschungen ihm bislang keine Verbindungen zu den Morden unter der Herrschaft Pol Pots nachweisen können. Dennoch gilt Hun Sen als Mann ohne Skrupel, der auch vor Morden an politischen Rivalen und Gegnern nicht zurückschreckt. Hun Sen hat enge Verbindungen zum Großunternehmertum, unter anderem zum berüchtigten Tycoon Teng Bunma, welcher die CPP finanziell massiv unterstützte. Trotz seiner korrupten Machenschaften und der Verwicklung in den illegalen Export von Edelhölzern erfreut sich Hun Sen weiterhin großer Unterstützung durch das Ausland, da er als einziger Politiker gilt, der die Kontrolle über Militär, Polizei, Justiz und Verwaltung besitzt und damit eine gewisse Stabilität in Kambodscha zu gewährleisten vermag.
Im Hinblick auf das seit Jahren geplante Internationale Rote-Khmer-Tribunal wird Hun Sen vorgeworfen, die Anklage und Verurteilung der am Genozid in Kambodscha beteiligten Khmer-Rouge-Funktionäre vorsätzlich seit Jahren verzögert zu haben.

„Ich würde dieses Tribunal lieber scheitern lassen, als zu sehen, wie ein neuer Bürgerkrieg in diesem Land ausbricht. Daran gibt es nichts zu rütteln. Das Tribunal soll sich auf die früheren Anführer der Roten Khmer konzentrieren, die bereits angeklagt sind.“

Am 26. Juli 2023 kündigte der kambodschanische Ministerpräsident nach vier Jahrzehnten an der Macht seinen baldigen Rücktritt an. Sein Sohn Hun Manet würde sein Nachfolger. Die CPP hatte die Wahlen im selben Monat mit 120 von 125 Parlamentssitzen überwältigend gewonnen. Die sogenannte Candlelight Party, die wichtigste Oppositionsbewegung im Land, war nicht zu den Wahlen zugelassen worden. Nach der Übergabe des Amtes des Premierministers an seinen Sohn Manet strebt Hun Sen die Position des Senatspräsidenten an. Der Senatspräsident gilt als Stellvertreter des Königs und hat primär zeremonielle Funktionen. Die Macht des Senats im Land ist eher eingeschränkt.

## Privatleben
Mit seiner Frau Bun Rany hat er drei Söhne und zwei Töchter. 1988 adoptierte das Paar noch ein 18 Tage altes Mädchen.